# William Henry Keeler
Pour les articles homonymes, voir Keeler.
William Henry Keeler, né le 4 mars 1931 à San Antonio au Texas et mort le 23 mars 2017 à Catonsville dans le Maryland, est un cardinal américain, archevêque de Baltimore dans le Maryland (États-Unis) de 1989 à 2007.

## Biographie

### Prêtre
Après avoir commencé sa formation au séminaire Saint-Charles-Borromée d'Overbrook (Philadelphie) en Pennsylvanie, William Henry Keeler poursuit ses études à Rome où il obtient une licence en théologie à l'Université pontificale grégorienne.
Il est ordonné prêtre le 17 juillet 1955 pour le diocèse de Harrisburg en Pennsylvanie par Mgr Luigi Traglia, qui deviendra par la suite cardinal.
Après un premier ministère en paroisse et avoir siégé au tribunal diocésain d'Harrisburg, il retourne à l'Université pontificale grégorienne de Rome où il obtient un doctorat en droit canon.
Il participe au concile Vatican II comme secrétaire de son évêque. Il prend alors en charge le service d'information quotidien émanant des évêques des États-Unis.
En 1965, il retourne dans son diocèse comme vice-chancelier, chancelier, puis vicaire général à partir de 1969.

### Évêque
Nommé évêque titulaire (ou in partibus) d'Ulcinium (de) et évêque auxiliaire de Harrisburg le 17 juillet 1979, il est consacré le 21 septembre suivant. Il est nommé évêque de ce diocèse le 10 novembre 1983 à la suite du décès de Mgr Joseph Daley.
Le 11 avril 1989, il est nommé archevêque de Baltimore, charge qu'il occupe jusqu'au 12 juillet 2007, date à laquelle il se retire pour raison d'âge.
Entre le 16 septembre 2003 et le 31 mars 2004, il a également été administrateur apostolique du diocèse de Richmond.
Il préside la Conférence des évêques catholiques des États-Unis de 1992 à 1995 et est particulièrement impliqué dans le dialogue entre catholiques et juifs.

### Cardinal
Il est créé cardinal par le pape Jean-Paul II lors du consistoire du 26 novembre 1994 avec le titre de cardinal-prêtre de Santa Maria degli Angeli.
Au sein de la Curie romaine, il est membre de la Congrégation pour les Églises orientales et du Conseil pontifical pour la promotion de l'unité des chrétiens.
Il participe au conclave de 2005 qui voit l'élection de Benoît XVI. Il atteint la limite d'âge le jour de ses 80 ans, le 4 mars 2011 ce qui l'empêche de participer aux votes du conclave de 2013 (élection de François).
Il meurt le 23 mars 2017 à Catonsville dans le Maryland,, quelques jours après son 86e anniversaire.